# Franjo Aleš
Franjo Aleš, slovenski publicist, * 7. december 1906, Ljubljana, † 1988(?). 
V tridesetih letih 20. stoletja je bil med organizatorji delavskega telovadnega in športnega gibanja ter delavske športne konference v Trbovljah, ki je določila politiko in odnos delavskega športa do meščanskih športnih organizacij. V tem obdobju je bil odbornik delavsko telovadne in kulturne zveze Svoboda in sodelavec delavskih listov. Po osvoboditvi 1945 je vrsto let delal na področju varstvene vzgoje (tudi pionir varstva pri delu) kot pisec in urednik. 